# Kulturminnesföreningen Otterhällan

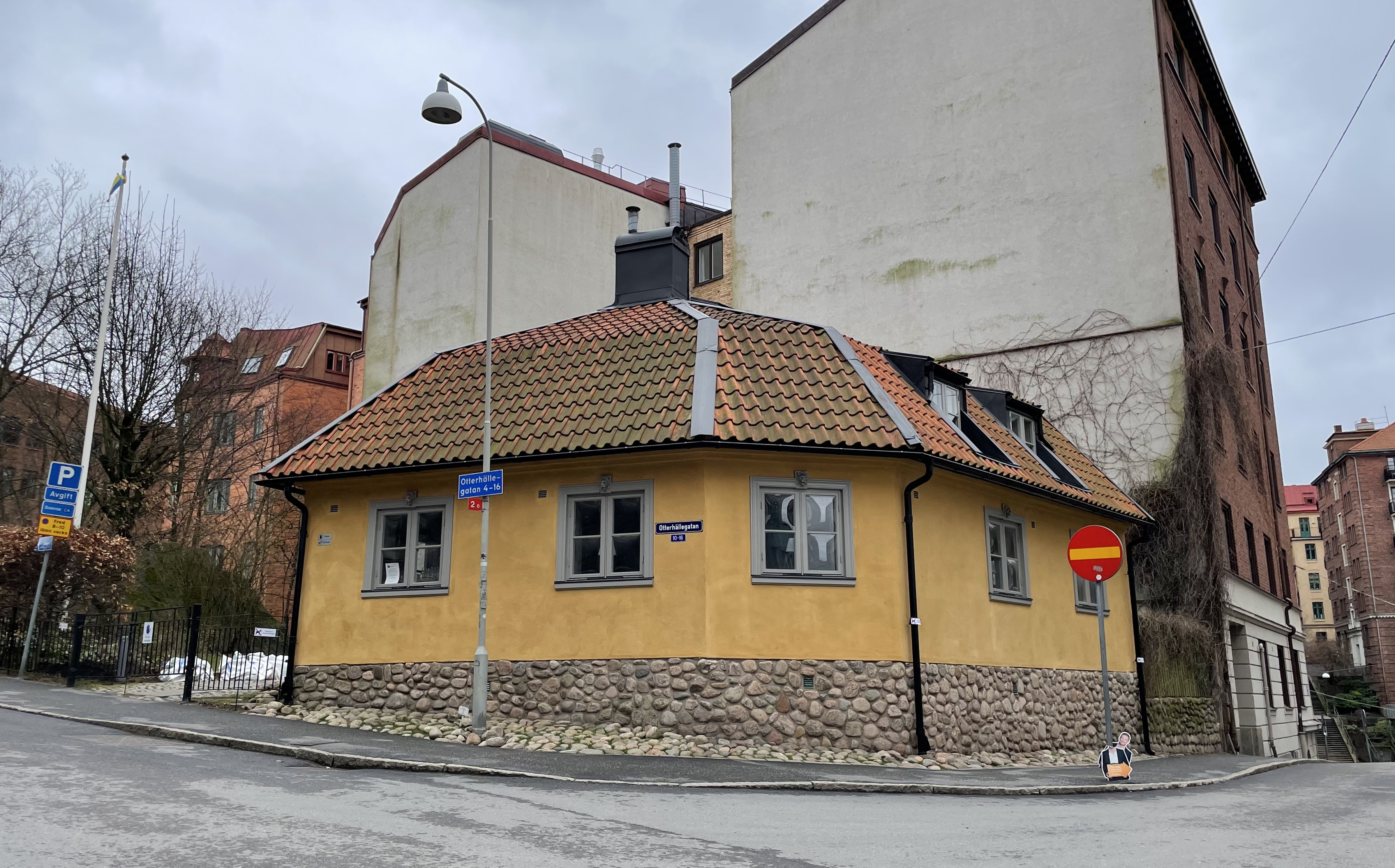
Drottning Kristinas jaktslott på Otterhällan i centrala Göteborg – sett från Västra Liden.

Kulturminnesföreningen Otterhällan, är en allmännyttig och ideell förening bildad i Göteborg den 7 september 1971. Föreningens inriktning är, att utan vinstintresse vårda och underhålla fastigheten Drottning Kristinas jaktslott, samt väcka intresse hos allmänheten och sprida kunskap om stadens kulturminnen.
Föreningen samverkar med Göteborgs hembygdsförbund och är den mest centralt belägna föreningen inom förbundet. Aktiviteterna består av kulturaftnar med inbjudna föreläsare och utdelning av årets Kulturpris till en förtjänt person. Föreningen äger och förvaltar Drottning Kristinas jaktslott, som också hyrs ut till privatpersoner, organisationer och företag. Nuvarande ordförande sedan år 2018 är Eva Flyborg.
Föreningens redaktion består av Eva Flyborg, ordförande och Pehr Gärdhagen, vice ordförande. Webbredaktör är Emma Franzén Winroth med Eskil Malmberg som teknisk webbredaktör.

## Föreningen bildas
Föreningen bildades den 7 september 1971 för att rädda och bevara Drottning Kristinas jaktslott till eftervärlden. Det krävdes en stiftelse eller annan juridisk person, för att erhålla statligt stöd i form av AMS-pengar och kommunalt bidrag, för att bekosta flyttning, ny grund och renovering av huset. Detta kunde då placeras på en annan västligare tomt, där det inte hindrade bygget av ett nytt bilgarage på Otterhällegatan för ett hus vid Kungsgatan.
Initiativtagare till föreningen var en grupp kulturintresserade personer: Aarne Avehall, Brita Elmén, Ingmar Hasselgréen Mannerstierna, Torsten Henrikson, Alf Hermansson, Elof Lindälv och Marie-Louise de Vylder-Lehmann.
Den förste ordförande i föreningen var Alf Hermansson under åren 1971–73.
Därefter har följande personer varit ordförande i föreningen:
- Marie-Louise de Vylder-Lehmann 1973–79,
- Otto Salomon 1979–88,
- Ingmar Hasselgréen Mannerstierna 1988–2011,
- Margita Björklund 2011–2017 och
- Eva Flyborg från 2018.

## Syfte
Föreningens stadgar reviderades senast 2018. Av portalpragrafen framgår, att ”föreningen har till syfte, att utan vinstintresse vårda och underhålla fastigheten Drottning Kristinas jaktslott, samt väcka intresse hos allmänheten och sprida kunskap om stadens kulturminnen”.

## Föreningens hus
Föreningen äger och förvaltar Drottning Kristinas jaktslott, som är beläget vid Otterhällegatan 16 inom Vallgraven i Göteborg. Huset donerades 1971 till föreningen av byggmästare Anders Diös, som hade ett stort intresse även för gamla hus. Jaktslottet invigdes på sin nya tomt den 9 september 1972. Därvid planterades ett vårdträd, en ek, och flaggan hissades i topp på den nyresta flaggstången.
Under en period på 1980-talet var Olga Dahl ledamot av föreningens styrelse. Hon kunde därvid ge en korrekt beskrivning av historiken för föreningens byggnad och dess tidigare ägare. Hon kunde då påvisa, hur numreringen av tomterna i stadens Andra rote hade ändrats under 1700-talet. 
Olga Dahl hade tidigare utfört en avgörande grundforskning i Riksarkivet om Göteborgs roteindelning med stor betydelse för stadens byggnadshistoria under 1600– och 1700-talen.
Fastigheten är genom samverkan med Göteborgs hembygdsförbund försäkrad hos Länsförsäkringar i Halland.

## Verksamhet

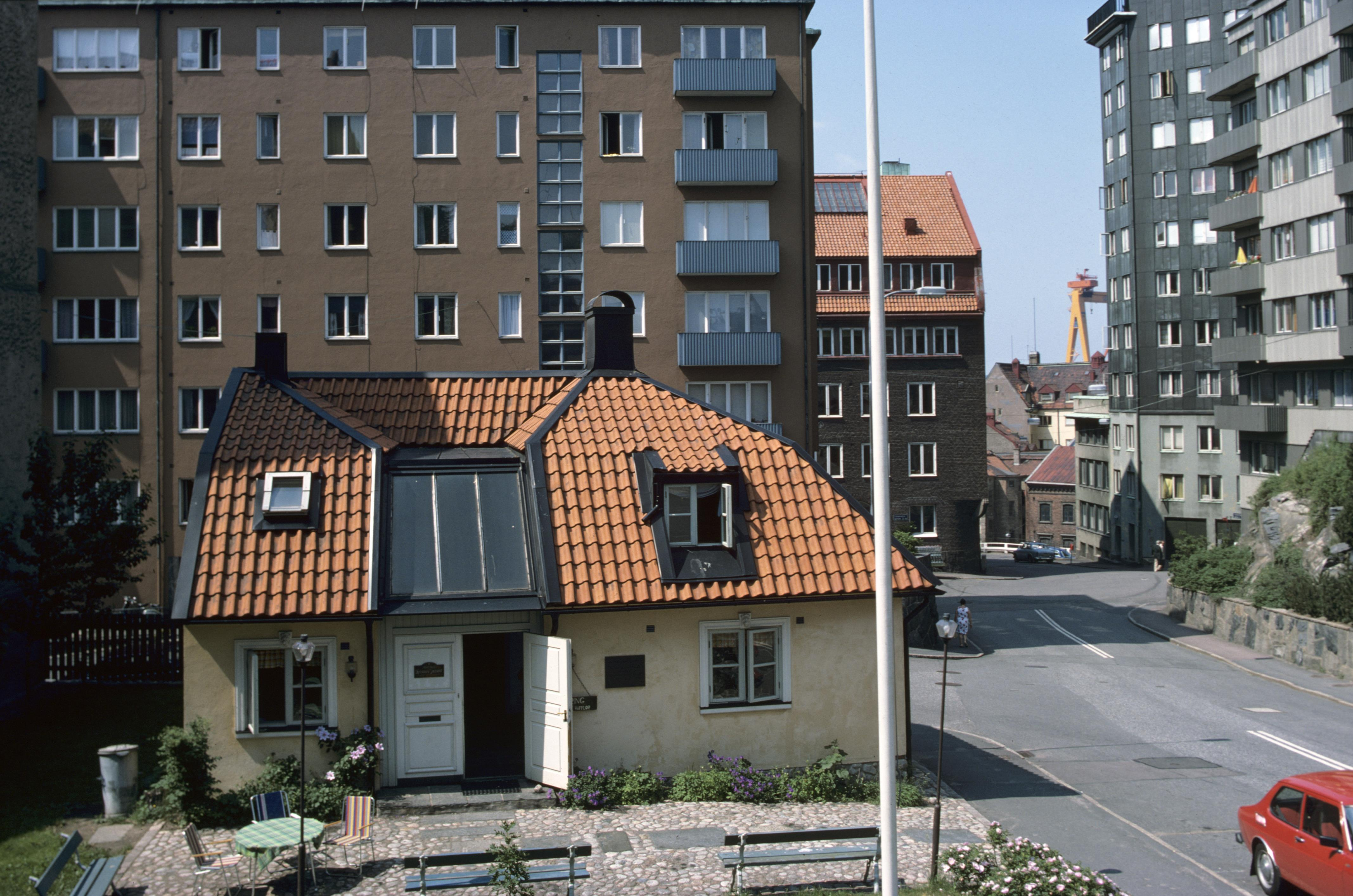
Föreningens hemvist sedan 1971 är Drottning Kristinas jaktslott på Otterhällegatan 16 i centrala Göteborg.

Sedan 2008 ger Kulturföreningen Otterhällan ut en egen tidskrift, SlottsNytt, som riktar sig till föreningens medlemmar. Dessutom finns det en skriftserie.
Kulturminnesföreningens hemsida, som påbörjades i oktober 2012, är en mycket viktig del i kulturminnesföreningens breda information till medlemmarna och alla de, som är intresserade av Jaktslottet. Information om verksamheten finns även på Facebook sedan år 2019.
På jaktslottet anordnar föreningen kulturaftnar med inbjudna föreläsare. Under annan tid hyr föreningen ut huset till privatpersoner, företag och andra föreningar. Varje år sedan 2008 delar föreningen ut ett Kulturpris till en person eller företag, som utmärkt sig genom att verka inom föreningens intresseområde.
Kulturföreningen hade under åren 1972–1997 ett café på jaktslottet. Då gräddades våfflor, som serverades med grädde och sylt till en kopp kaffe eller ett glas saft inne i jaktslottet eller i dess trädgård.

## Kulturpristagare

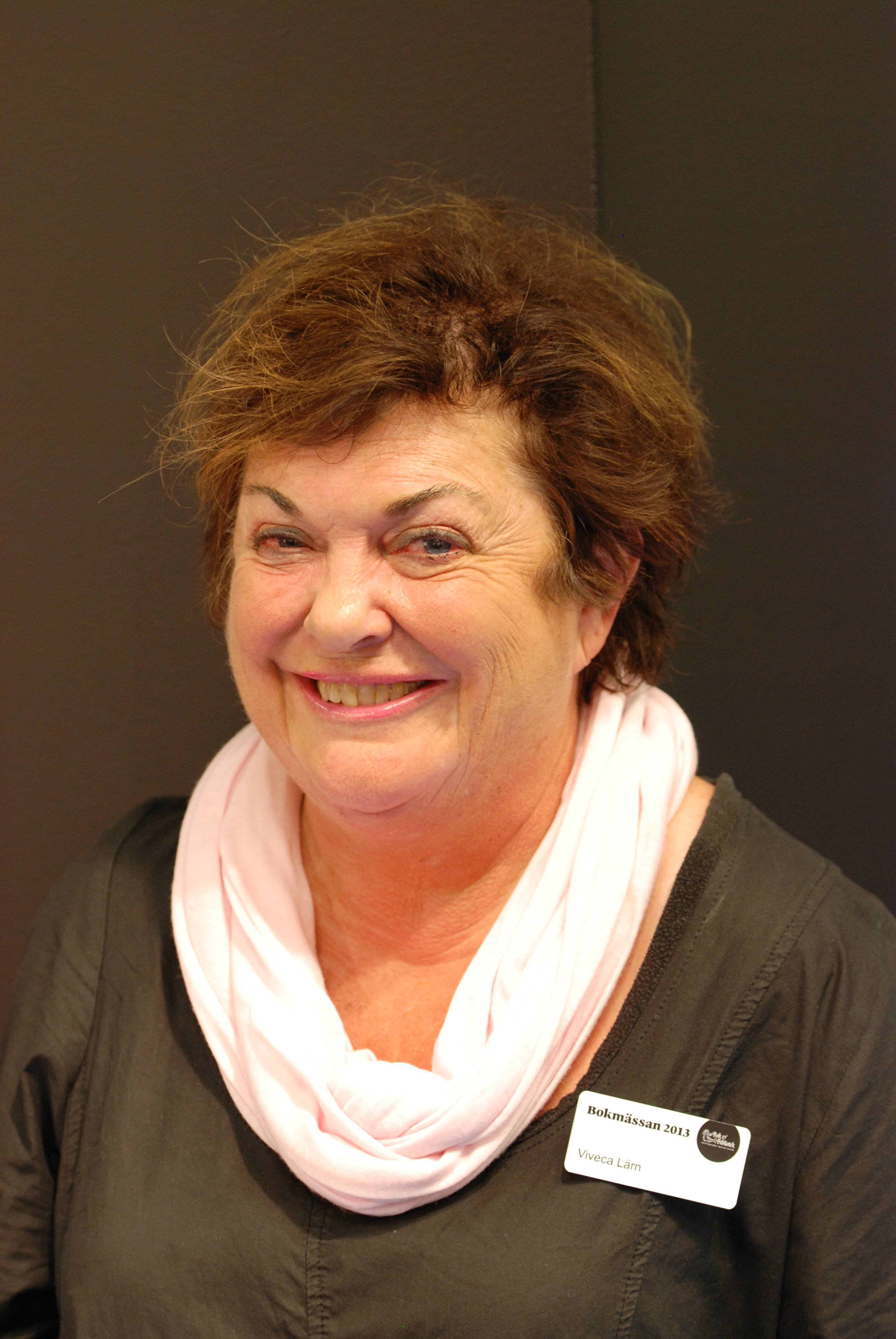
Viveca Lärn blev Kulturpristagare 2019.

- 2008 Ann Jönsson, Föreningen Bevara Södra Älvstranden
- 2009 Ann Catrine Fogelgren, Knapp-Carlsson
- 2010 Hans Eliasson, Svenska Hus
- 2011 Familjen Oddestad, se även: Hotel Royal
- 2012 Södra Vägen 32, Bostadsrättsföreningen Turmalinen 1, se även: Hjalmar Zetterström
- 2013 Bostadsrättsföreningen Lorensberg 6:4 på Kungsportsavenyen 45
- 2014 Familjen Jarland, ägare av butiken Josephssons Glas & Porslin
- 2015 Gudrun Lönnroth, se särskilt: Kvarteret Furiren
- 2016 Inger Wikström Haugen, se även: Medicinhistoriska museet i Göteborg
- 2017 Lena Pilborg, se även: Tre Böcker Förlag
- 2018 Kjell Björkqvist, se även: Förvaltnings AB Framtiden
- 2019 Viveca Lärn, se även: Albert Bonniers förlag.[16]
- 2022 Brittmo Bernhardsson, se även: De Blindas Vänner
- 2023 Madeleine Olsson Eriksson, se även: Sten A. Olssons Stiftelse för Forskning och Kultur
- 2024 Kristian Wedel, journalist på Göteborgs-Posten och författare.[17]